# Emma Fransson
Emma Fransson, född 2002 i Kalmar är en svensk fäktare tävlande för Kalmar Fäktklubb. Hon började sin karriär som florettfäktare men övergick tidigt till värja, men har även provat att fäkta sabel.
Emma tränas av Fäktmästare Peter Barvestad, Kalmar Fäktklubb och Solt Serra, DIF Stockholm

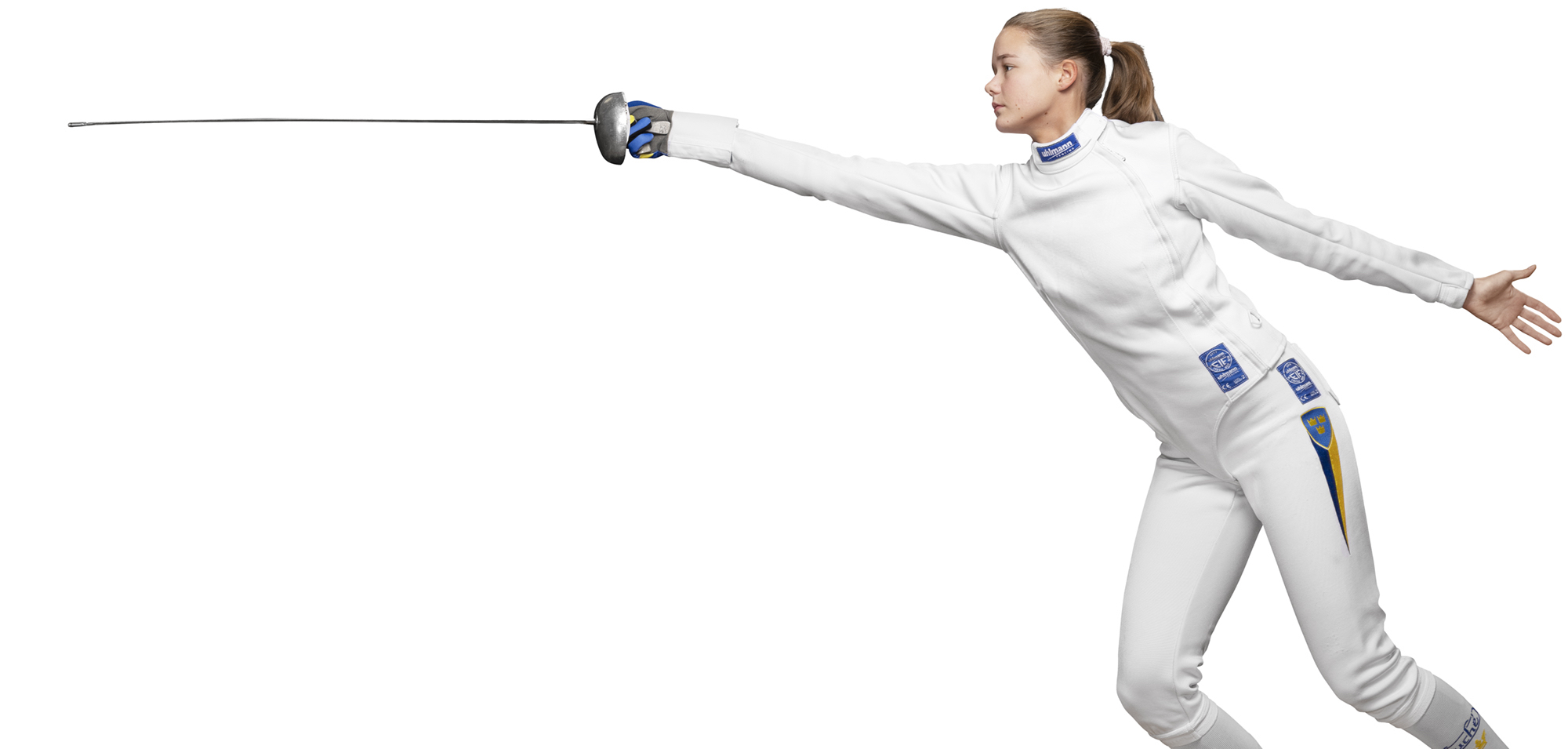

## Meriter
- 2017 Svensk Mästare senior sabel lag (Kalmar Fäktklubb)
- 2018 Nordisk kadettmästare damvärja
- 2019 Nordisk juniormästare damvärja individuellt och lag
- 2019 Svensk kadettmästarinna värja
- 2020 SR Kalmar sportkometpris
- 2021 Svensk Mästare junior värja
- 2022 JEM 16:e plats individuellt. Bästa svensk.
- 2022 Svensk Mästare junior värja
- 2022 Svensk mästare senior värja
- 2022 JVM 11:e plats individuellt, 4:e plats lag. Bästa svensk.
- 2022 U23 EM i Tallinn placering 9. Bästa svensk.
- 2022 EM seniorer placering 16. Bästa svensk.
- 2022 Nordic Cup vinnare värja
- 2022 Svensk Mästare senior värja lag (Kalmar Fäktklubb)
- 2023 Svensk Mästare senior värja
- 2023 Tilldelad tidningen Barometerns pris "Gyllene Steget"
- 2023 Svensk Mästare senior värja lag (Kalmar Fäktklubb)